# Final de Ascenso 2013-14
La Final de Ascenso 2013-14 fue una llave de definición en la cual se enfrentó el campeón del Torneo Apertura 2013: Leones Negros, contra el campeón del Torneo Clausura 2014: Estudiantes, disputándose en partidos de ida y vuelta, para determinar al equipo que ascendería a la Liga Bancomer MX. El campeón de ascenso fue Leones Negros al empatar a un gol en el marcador global y ganar 4-3 en la serie de penales.

## Sistema de competición
Disputarán el ascenso a la Liga Bancomer MX los campeones de los Torneos Apertura 2013 y Clausura 2014. El Club con mayor número de puntos en la Tabla General de Clasificación de la Temporada 2013-2014, (tabla que suma los puntos obtenidos por los Clubes participantes durante ambos Torneos) y tomando en cuenta los criterios de desempate establecidos en el reglamento de competencia, será el que juegue como local el partido de vuelta, eligiendo el horario del mismo y debiéndose jugar obligatoriamente en miércoles y sábado.
El Club vencedor de la Final de Ascenso a la Liga Bancomer MX será aquel que en los dos partidos anote el mayor número de goles, criterio conocido como marcador global. Si al término del tiempo reglamentario el partido está empatado, se agregarán dos tiempos extras de 15 minutos cada uno. De persistir el empate en estos periodos, se procederá a lanzar tiros penales, hasta que resulte un vencedor.
Si el Club vencedor es el mismo en los dos Torneos, se producirá el ascenso automáticamente.

## Información de los equipos
| Equipo        | Entrenador     | Estadio       | Ciudad               | Capacidad | Kit   |
| ------------- | -------------- | ------------- | -------------------- | --------- | ----- |
| Leones Negros | Alfonso Sosa   | Jalisco       | Guadalajara, Jalisco | 56 713    | Lotto |
| Estudiantes   | Pako Ayestarán | Tres de Marzo | Zapopan, Jalisco     | 25 000    | Pirma |

## Partidos

### Leones Negros-Estudiantes
| 7 de mayo de 2014, 21:00 | Estudiantes | 0:0     | Leones Negros | Estadio Tres de Marzo, Zapopan, Jalisco                         |                                                                 |
|                          |             | Reporte |               | Asistencia: 14,066 espectadores Árbitro(s): Marco Antonio Ortiz | Asistencia: 14,066 espectadores Árbitro(s): Marco Antonio Ortiz |

| 10 de mayo de 2014, 20:00                          | Leones Negros                                       | 1:1 (1:1, 0:0) (t. s.)(4:3 p.) | Estudiantes                                 | Estadio Jalisco, Guadalajara, Jalisco                            |                                                                  |
|                                                    | Alatorre 83'                                        | Reporte                        | Bueno 57'                                   | Asistencia: 54,445 espectadores Árbitro(s): León Vicente Barajas | Asistencia: 54,445 espectadores Árbitro(s): León Vicente Barajas |
|                                                    |                                                     | Tiros desde el punto penal     |                                             |                                                                  |                                                                  |
|                                                    | Follé · González · Palacios · Gutiérrez · Hernández |                                | Campos · Maya · Argüelles · Rangel · Acosta |                                                                  |                                                                  |
| Leones Negros Campeón de Ascenso 2013-14 (4:3 p.). |                                                     |                                |                                             |                                                                  |                                                                  |

#### Final - Ida
| 51    | POR   | Carlos Fernando Velázquez |     |
| 47    | DEF   | Christian Sánchez         |     |
| 44    | DEF   | Heriberto Aguayo          |     |
| 48    | DEF   | Juan Antonio Ocampo       |     |
| 68    | DEF   | Daniel Acosta             |     |
| 36    | MED   | Noé Maya                  |     |
| 67    | MED   | Elgabry Rangel            |     |
| 70    | MED   | Diego Campos              |     |
| 50    | MED   | Juan Ezequiel Cuevas      | 66' |
| 58    | DEL   | Taufic Guarch             | 45' |
| 38    | DEL   | Gustavo Adrián Ramírez    | 45' |
| D. T. | D. T. | Pako Ayestaran            |     |

| 20    | POR   | Humberto Hernández  |     |
| 4     | DEF   | Luis Daniel Cano    |     |
| 3     | DEF   | Marcelo Alatorre    |     |
| 5     | DEF   | Josué Castillejos   |     |
| 6     | DEF   | Rodrigo Follé       |     |
| 7     | DEF   | Diego Esqueda       | 53' |
| 8     | MED   | César Valdovinos    | 68' |
| 14    | MED   | José Wenceslao Díaz |     |
| 23    | MED   | Jesús Palacios      |     |
| 10    | DEL   | Edgar González      | 82' |
| 15    | DEL   | Fidel Vázquez       |     |
| D. T. | D. T. | Alfonso Sosa        |     |

| 39 | Delantero      | Marco Bueno        | 45' |
| 55 | Delantero      | Juan Neira         | 45' |
| 69 | Centrocampista | José Ramón Partida | 66' |

| 25 | Centrocampista | Oscar Vera          | 53' |
| 22 | Centrocampista | Efrén Mendoza       | 68' |
| 27 | Delantero      | José Cruz Gutiérrez | 82' |

| 34' · 70' · 79' | Daniel Acosta Juan Neira Noé Maya |

| 39' | Edgar González |

| Principal  | Marco Antonio Ortiz      |
| Asistentes | Pablo Israel Hernández   |
|            | Alfredo David Riveroll   |
| Cuarto     | Fernando Hernández Gomez |

|                    |   |   |
| Tiros              | - | - |
| Tiros a puerta     | 1 | 1 |
| Faltas             | - | - |
| Saques de esquina  | 2 | 2 |
| Penaltis           | 0 | 0 |
| Fueras de juego    | 0 | 0 |
| Posesión del balón | % | % |

| Alineación inicial |

| 51    | POR   | Carlos Fernando Velázquez |     |
| 47    | DEF   | Christian Sánchez         |     |
| 44    | DEF   | Heriberto Aguayo          |     |
| 48    | DEF   | Juan Antonio Ocampo       |     |
| 68    | DEF   | Daniel Acosta             |     |
| 36    | MED   | Noé Maya                  |     |
| 67    | MED   | Elgabry Rangel            |     |
| 70    | MED   | Diego Campos              |     |
| 50    | MED   | Juan Ezequiel Cuevas      | 66' |
| 58    | DEL   | Taufic Guarch             | 45' |
| 38    | DEL   | Gustavo Adrián Ramírez    | 45' |
| D. T. | D. T. | Pako Ayestaran            |     |

| 20    | POR   | Humberto Hernández  |     |
| 4     | DEF   | Luis Daniel Cano    |     |
| 3     | DEF   | Marcelo Alatorre    |     |
| 5     | DEF   | Josué Castillejos   |     |
| 6     | DEF   | Rodrigo Follé       |     |
| 7     | DEF   | Diego Esqueda       | 53' |
| 8     | MED   | César Valdovinos    | 68' |
| 14    | MED   | José Wenceslao Díaz |     |
| 23    | MED   | Jesús Palacios      |     |
| 10    | DEL   | Edgar González      | 82' |
| 15    | DEL   | Fidel Vázquez       |     |
| D. T. | D. T. | Alfonso Sosa        |     |

| 39 | Delantero      | Marco Bueno        | 45' |
| 55 | Delantero      | Juan Neira         | 45' |
| 69 | Centrocampista | José Ramón Partida | 66' |

| 25 | Centrocampista | Oscar Vera          | 53' |
| 22 | Centrocampista | Efrén Mendoza       | 68' |
| 27 | Delantero      | José Cruz Gutiérrez | 82' |

| 34' · 70' · 79' | Daniel Acosta Juan Neira Noé Maya |

| 39' | Edgar González |

| Principal  | Marco Antonio Ortiz      |
| Asistentes | Pablo Israel Hernández   |
|            | Alfredo David Riveroll   |
| Cuarto     | Fernando Hernández Gomez |

|                    |   |   |
| Tiros              | - | - |
| Tiros a puerta     | 1 | 1 |
| Faltas             | - | - |
| Saques de esquina  | 2 | 2 |
| Penaltis           | 0 | 0 |
| Fueras de juego    | 0 | 0 |
| Posesión del balón | % | % |

| Alineación inicial |

| 51    | POR   | Carlos Fernando Velázquez |     |
| 47    | DEF   | Christian Sánchez         |     |
| 44    | DEF   | Heriberto Aguayo          |     |
| 48    | DEF   | Juan Antonio Ocampo       |     |
| 68    | DEF   | Daniel Acosta             |     |
| 36    | MED   | Noé Maya                  |     |
| 67    | MED   | Elgabry Rangel            |     |
| 70    | MED   | Diego Campos              |     |
| 50    | MED   | Juan Ezequiel Cuevas      | 66' |
| 58    | DEL   | Taufic Guarch             | 45' |
| 38    | DEL   | Gustavo Adrián Ramírez    | 45' |
| D. T. | D. T. | Pako Ayestaran            |     |

| 20    | POR   | Humberto Hernández  |     |
| 4     | DEF   | Luis Daniel Cano    |     |
| 3     | DEF   | Marcelo Alatorre    |     |
| 5     | DEF   | Josué Castillejos   |     |
| 6     | DEF   | Rodrigo Follé       |     |
| 7     | DEF   | Diego Esqueda       | 53' |
| 8     | MED   | César Valdovinos    | 68' |
| 14    | MED   | José Wenceslao Díaz |     |
| 23    | MED   | Jesús Palacios      |     |
| 10    | DEL   | Edgar González      | 82' |
| 15    | DEL   | Fidel Vázquez       |     |
| D. T. | D. T. | Alfonso Sosa        |     |

| 39 | Delantero      | Marco Bueno        | 45' |
| 55 | Delantero      | Juan Neira         | 45' |
| 69 | Centrocampista | José Ramón Partida | 66' |

| 25 | Centrocampista | Oscar Vera          | 53' |
| 22 | Centrocampista | Efrén Mendoza       | 68' |
| 27 | Delantero      | José Cruz Gutiérrez | 82' |

| 34' · 70' · 79' | Daniel Acosta Juan Neira Noé Maya |

| 39' | Edgar González |

| Principal  | Marco Antonio Ortiz      |
| Asistentes | Pablo Israel Hernández   |
|            | Alfredo David Riveroll   |
| Cuarto     | Fernando Hernández Gomez |

|                    |   |   |
| Tiros              | - | - |
| Tiros a puerta     | 1 | 1 |
| Faltas             | - | - |
| Saques de esquina  | 2 | 2 |
| Penaltis           | 0 | 0 |
| Fueras de juego    | 0 | 0 |
| Posesión del balón | % | % |

| Alineación inicial |

| 51    | POR   | Carlos Fernando Velázquez |     |
| 47    | DEF   | Christian Sánchez         |     |
| 44    | DEF   | Heriberto Aguayo          |     |
| 48    | DEF   | Juan Antonio Ocampo       |     |
| 68    | DEF   | Daniel Acosta             |     |
| 36    | MED   | Noé Maya                  |     |
| 67    | MED   | Elgabry Rangel            |     |
| 70    | MED   | Diego Campos              |     |
| 50    | MED   | Juan Ezequiel Cuevas      | 66' |
| 58    | DEL   | Taufic Guarch             | 45' |
| 38    | DEL   | Gustavo Adrián Ramírez    | 45' |
| D. T. | D. T. | Pako Ayestaran            |     |

| 20    | POR   | Humberto Hernández  |     |
| 4     | DEF   | Luis Daniel Cano    |     |
| 3     | DEF   | Marcelo Alatorre    |     |
| 5     | DEF   | Josué Castillejos   |     |
| 6     | DEF   | Rodrigo Follé       |     |
| 7     | DEF   | Diego Esqueda       | 53' |
| 8     | MED   | César Valdovinos    | 68' |
| 14    | MED   | José Wenceslao Díaz |     |
| 23    | MED   | Jesús Palacios      |     |
| 10    | DEL   | Edgar González      | 82' |
| 15    | DEL   | Fidel Vázquez       |     |
| D. T. | D. T. | Alfonso Sosa        |     |

| 39 | Delantero      | Marco Bueno        | 45' |
| 55 | Delantero      | Juan Neira         | 45' |
| 69 | Centrocampista | José Ramón Partida | 66' |

| 25 | Centrocampista | Oscar Vera          | 53' |
| 22 | Centrocampista | Efrén Mendoza       | 68' |
| 27 | Delantero      | José Cruz Gutiérrez | 82' |

| 34' · 70' · 79' | Daniel Acosta Juan Neira Noé Maya |

| 39' | Edgar González |

| Principal  | Marco Antonio Ortiz      |
| Asistentes | Pablo Israel Hernández   |
|            | Alfredo David Riveroll   |
| Cuarto     | Fernando Hernández Gomez |

|                    |   |   |
| Tiros              | - | - |
| Tiros a puerta     | 1 | 1 |
| Faltas             | - | - |
| Saques de esquina  | 2 | 2 |
| Penaltis           | 0 | 0 |
| Fueras de juego    | 0 | 0 |
| Posesión del balón | % | % |

| Alineación inicial |

#### Final - Vuelta
| 20    | POR   | Humberto Hernández  |     |
| 3     | DEF   | Marcelo Alatorre    |     |
| 4     | DEF   | Luis Daniel Cano    |     |
| 6     | DEF   | Rodrigo Follé       |     |
| 14    | DEF   | José Wenceslao Díaz |     |
| 5     | MED   | Josué Castillejos   |     |
| 7     | MED   | Diego Esqueda       | 78' |
| 8     | MED   | César Valdovinos    | 63' |
| 23    | MED   | Jesús Palacios      |     |
| 28    | DEL   | Edgar González      |     |
| 37    | DEL   | Jesús Vázquez       | 46' |
| D. T. | D. T. | Alfonso Sosa        |     |

| 51    | POR   | Carlos Fernando Velázquez |     |
| 44    | DEF   | Heriberto Aguayo          |     |
| 59    | DEF   | Rodrigo Ínigo             |     |
| 68    | DEF   | Daniel Acosta             |     |
| 36    | DEF   | Noé Maya                  |     |
| 37    | MED   | Marco Argüelles           |     |
| 67    | MED   | Elgabry Rangel            |     |
| 69    | MED   | José Ramón Partida        | 75' |
| 38    | DEL   | Gustavo Adrián Ramírez    | 62' |
| 39    | DEL   | Marco Bueno               |     |
| 55    | DEL   | Juan Neira                | 68' |
| D. T. | D. T. | Pako Ayestaran            |     |

| 22 | Defensa        | Efrén Mendoza       | 63' |
| 25 | Centrocampista | Oscar Vera          | 78' |
| 14 | Delantero      | José Cruz Gutiérrez | 46' |

| 47 | Defensa        | Christian Sánchez   | 68' |
| 70 | Centrocampista | Diego Campos        | 62' |
| 48 | Defensa        | Juan Antonio Ocampo | 75' |

| 83' | Marcelo Alatorre | 1:1 |

| 57' | Marco Bueno | 0:1 |

| Sí · Sí · Sí · No · Sí | Rodrigo Follé Edgar González Jesús Palacios José Cruz Gutiérrez Humberto Hernández | 1:1 2:2 3:3 4:3 |

| Sí · Sí · Sí · No · No | Diego Campos Noé Maya Marco Argüelles Elgabry Rangel Daniel Acosta | 0:1 1:2 2:3 3:3 |

| 29' · 108' | Rodrigo Follé Efrén Mendoza |

| 8' · 59' · 70' · 100' · 114' | Rodrigo Íñigo Elgabry Rangel Noé Maya Diego Campos Christian Sánchez |

| Principal  | León Vicente Barajas |
| Asistentes | Igor Itzsvan Flores  |
|            | Cesar Cerritos       |
| Cuarto     | Quetzalli Alvarado   |

|                    |   |   |
| Tiros              | - | - |
| Tiros a puerta     | 2 | 2 |
| Faltas             | - | - |
| Saques de esquina  | 2 | 1 |
| Penaltis           | 0 | 0 |
| Fueras de juego    | 0 | 0 |
| Posesión del balón | % | % |

| Alineación inicial |

| 20    | POR   | Humberto Hernández  |     |
| 3     | DEF   | Marcelo Alatorre    |     |
| 4     | DEF   | Luis Daniel Cano    |     |
| 6     | DEF   | Rodrigo Follé       |     |
| 14    | DEF   | José Wenceslao Díaz |     |
| 5     | MED   | Josué Castillejos   |     |
| 7     | MED   | Diego Esqueda       | 78' |
| 8     | MED   | César Valdovinos    | 63' |
| 23    | MED   | Jesús Palacios      |     |
| 28    | DEL   | Edgar González      |     |
| 37    | DEL   | Jesús Vázquez       | 46' |
| D. T. | D. T. | Alfonso Sosa        |     |

| 51    | POR   | Carlos Fernando Velázquez |     |
| 44    | DEF   | Heriberto Aguayo          |     |
| 59    | DEF   | Rodrigo Ínigo             |     |
| 68    | DEF   | Daniel Acosta             |     |
| 36    | DEF   | Noé Maya                  |     |
| 37    | MED   | Marco Argüelles           |     |
| 67    | MED   | Elgabry Rangel            |     |
| 69    | MED   | José Ramón Partida        | 75' |
| 38    | DEL   | Gustavo Adrián Ramírez    | 62' |
| 39    | DEL   | Marco Bueno               |     |
| 55    | DEL   | Juan Neira                | 68' |
| D. T. | D. T. | Pako Ayestaran            |     |

| 22 | Defensa        | Efrén Mendoza       | 63' |
| 25 | Centrocampista | Oscar Vera          | 78' |
| 14 | Delantero      | José Cruz Gutiérrez | 46' |

| 47 | Defensa        | Christian Sánchez   | 68' |
| 70 | Centrocampista | Diego Campos        | 62' |
| 48 | Defensa        | Juan Antonio Ocampo | 75' |

| 83' | Marcelo Alatorre | 1:1 |

| 57' | Marco Bueno | 0:1 |

| Sí · Sí · Sí · No · Sí | Rodrigo Follé Edgar González Jesús Palacios José Cruz Gutiérrez Humberto Hernández | 1:1 2:2 3:3 4:3 |

| Sí · Sí · Sí · No · No | Diego Campos Noé Maya Marco Argüelles Elgabry Rangel Daniel Acosta | 0:1 1:2 2:3 3:3 |

| 29' · 108' | Rodrigo Follé Efrén Mendoza |

| 8' · 59' · 70' · 100' · 114' | Rodrigo Íñigo Elgabry Rangel Noé Maya Diego Campos Christian Sánchez |

| Principal  | León Vicente Barajas |
| Asistentes | Igor Itzsvan Flores  |
|            | Cesar Cerritos       |
| Cuarto     | Quetzalli Alvarado   |

|                    |   |   |
| Tiros              | - | - |
| Tiros a puerta     | 2 | 2 |
| Faltas             | - | - |
| Saques de esquina  | 2 | 1 |
| Penaltis           | 0 | 0 |
| Fueras de juego    | 0 | 0 |
| Posesión del balón | % | % |

| Alineación inicial |

| 20    | POR   | Humberto Hernández  |     |
| 3     | DEF   | Marcelo Alatorre    |     |
| 4     | DEF   | Luis Daniel Cano    |     |
| 6     | DEF   | Rodrigo Follé       |     |
| 14    | DEF   | José Wenceslao Díaz |     |
| 5     | MED   | Josué Castillejos   |     |
| 7     | MED   | Diego Esqueda       | 78' |
| 8     | MED   | César Valdovinos    | 63' |
| 23    | MED   | Jesús Palacios      |     |
| 28    | DEL   | Edgar González      |     |
| 37    | DEL   | Jesús Vázquez       | 46' |
| D. T. | D. T. | Alfonso Sosa        |     |

| 51    | POR   | Carlos Fernando Velázquez |     |
| 44    | DEF   | Heriberto Aguayo          |     |
| 59    | DEF   | Rodrigo Ínigo             |     |
| 68    | DEF   | Daniel Acosta             |     |
| 36    | DEF   | Noé Maya                  |     |
| 37    | MED   | Marco Argüelles           |     |
| 67    | MED   | Elgabry Rangel            |     |
| 69    | MED   | José Ramón Partida        | 75' |
| 38    | DEL   | Gustavo Adrián Ramírez    | 62' |
| 39    | DEL   | Marco Bueno               |     |
| 55    | DEL   | Juan Neira                | 68' |
| D. T. | D. T. | Pako Ayestaran            |     |

| 22 | Defensa        | Efrén Mendoza       | 63' |
| 25 | Centrocampista | Oscar Vera          | 78' |
| 14 | Delantero      | José Cruz Gutiérrez | 46' |

| 47 | Defensa        | Christian Sánchez   | 68' |
| 70 | Centrocampista | Diego Campos        | 62' |
| 48 | Defensa        | Juan Antonio Ocampo | 75' |

| 83' | Marcelo Alatorre | 1:1 |

| 57' | Marco Bueno | 0:1 |

| Sí · Sí · Sí · No · Sí | Rodrigo Follé Edgar González Jesús Palacios José Cruz Gutiérrez Humberto Hernández | 1:1 2:2 3:3 4:3 |

| Sí · Sí · Sí · No · No | Diego Campos Noé Maya Marco Argüelles Elgabry Rangel Daniel Acosta | 0:1 1:2 2:3 3:3 |

| 29' · 108' | Rodrigo Follé Efrén Mendoza |

| 8' · 59' · 70' · 100' · 114' | Rodrigo Íñigo Elgabry Rangel Noé Maya Diego Campos Christian Sánchez |

| Principal  | León Vicente Barajas |
| Asistentes | Igor Itzsvan Flores  |
|            | Cesar Cerritos       |
| Cuarto     | Quetzalli Alvarado   |

|                    |   |   |
| Tiros              | - | - |
| Tiros a puerta     | 2 | 2 |
| Faltas             | - | - |
| Saques de esquina  | 2 | 1 |
| Penaltis           | 0 | 0 |
| Fueras de juego    | 0 | 0 |
| Posesión del balón | % | % |

| Alineación inicial |

| 20    | POR   | Humberto Hernández  |     |
| 3     | DEF   | Marcelo Alatorre    |     |
| 4     | DEF   | Luis Daniel Cano    |     |
| 6     | DEF   | Rodrigo Follé       |     |
| 14    | DEF   | José Wenceslao Díaz |     |
| 5     | MED   | Josué Castillejos   |     |
| 7     | MED   | Diego Esqueda       | 78' |
| 8     | MED   | César Valdovinos    | 63' |
| 23    | MED   | Jesús Palacios      |     |
| 28    | DEL   | Edgar González      |     |
| 37    | DEL   | Jesús Vázquez       | 46' |
| D. T. | D. T. | Alfonso Sosa        |     |

| 51    | POR   | Carlos Fernando Velázquez |     |
| 44    | DEF   | Heriberto Aguayo          |     |
| 59    | DEF   | Rodrigo Ínigo             |     |
| 68    | DEF   | Daniel Acosta             |     |
| 36    | DEF   | Noé Maya                  |     |
| 37    | MED   | Marco Argüelles           |     |
| 67    | MED   | Elgabry Rangel            |     |
| 69    | MED   | José Ramón Partida        | 75' |
| 38    | DEL   | Gustavo Adrián Ramírez    | 62' |
| 39    | DEL   | Marco Bueno               |     |
| 55    | DEL   | Juan Neira                | 68' |
| D. T. | D. T. | Pako Ayestaran            |     |

| 22 | Defensa        | Efrén Mendoza       | 63' |
| 25 | Centrocampista | Oscar Vera          | 78' |
| 14 | Delantero      | José Cruz Gutiérrez | 46' |

| 47 | Defensa        | Christian Sánchez   | 68' |
| 70 | Centrocampista | Diego Campos        | 62' |
| 48 | Defensa        | Juan Antonio Ocampo | 75' |

| 83' | Marcelo Alatorre | 1:1 |

| 57' | Marco Bueno | 0:1 |

| Sí · Sí · Sí · No · Sí | Rodrigo Follé Edgar González Jesús Palacios José Cruz Gutiérrez Humberto Hernández | 1:1 2:2 3:3 4:3 |

| Sí · Sí · Sí · No · No | Diego Campos Noé Maya Marco Argüelles Elgabry Rangel Daniel Acosta | 0:1 1:2 2:3 3:3 |

| 29' · 108' | Rodrigo Follé Efrén Mendoza |

| 8' · 59' · 70' · 100' · 114' | Rodrigo Íñigo Elgabry Rangel Noé Maya Diego Campos Christian Sánchez |

| Principal  | León Vicente Barajas |
| Asistentes | Igor Itzsvan Flores  |
|            | Cesar Cerritos       |
| Cuarto     | Quetzalli Alvarado   |

|                    |   |   |
| Tiros              | - | - |
| Tiros a puerta     | 2 | 2 |
| Faltas             | - | - |
| Saques de esquina  | 2 | 1 |
| Penaltis           | 0 | 0 |
| Fueras de juego    | 0 | 0 |
| Posesión del balón | % | % |

| Alineación inicial |

| Campeón de Ascenso 2013-14     |
| ------------------------------ |
|                                |
| Leones Negros                  |
| 1° Título                      |
| Asciende a la Liga Bancomer MX |

## Estadísticas

### Goleadores
| Jugador          | Equipo        | Goles |
| ---------------- | ------------- | ----- |
| Marcelo Alatorre | Leones Negros | 1     |
| Marco Bueno      | Estudiantes   | 1     |

### Jugadores premiados
| Jugadores premiados  | Jugadores premiados         |
| -------------------- | --------------------------- |
| Mejor jugador        | Humberto Hernández (U de G) |
| Mejor portero        | Humberto Hernández (U de G) |
| Mejor defensa        | Rodrigo Follé (U de G)      |
| Mejor centrocampista | Jesús Palacios (U de G)     |
| Mejor delantero      | Marco Bueno (Estudiantes)   |